# Municipio de Cuencamé
El municipio de Cuencamé es uno de los 39 municipios en que se encuentra dividido el estado mexicano de Durango. Su cabecera es la ciudad de Cuencamé de Ceniceros.

## Geografía
El municipio de Cuencamé se encuentra localizado en el este del estado de Durango, en la Comarca Lagunera y en los límites con el estado de Coahuila. Tiene una extensión territorial de 5360.817 kilómetros cuadrados que representan el 4.2 % de la extensión total del estado. Sus coordenadas geográficas extremas son 24°1′ - 25°17′ de latitud norte y 103°21′ - 104°2′ de longitud oeste, y su altitud va de un mínimo de 1100 a un máximo de 2800 metros sobre el nivel del mar.
El territorio del municipio limita al norte con el municipio de Lerdo, al este con el municipio de General Simón Bolívar y el municipio de Santa Clara; al noroeste limita con el municipio de Nazas, al oeste con el municipio de Peñón Blanco, el municipio de Guadalupe Victoria y el municipio de Durango y finalmente al suroeste con el municipio de Poanas; al sureste hace límite con el estado de Zacatecas, particularmente con el municipio de Miguel Auza y el municipio de Sombrerete.

### Orografía
Al norte del municipio se levanta la sierra de San Lorenzo, alta y abrupta (2.320 m s. n. m.). En una de sus depresiones o cañón es aprovechada para dar paso a la carretera libre, la autopista y la vía del ferrocarril Torreón-Durango, en el llamado cañón de Huarichic, nuevamente se yergue esta sierra en la jurisdicción del municipio de Lerdo con el nombre de sierra de Fernández.
Esta cordillera de San Lorenzo tiene ramificaciones considerables y picachos notables por su altura como el de San Isidro que sirve de contrafuerte a esta sierra, en las estribaciones del sur se encuentran las minas de Terneras, la cordillera termina en el Picacho de flechas; un poco más al sur de esta cordillera se levantan otras sierras menos altas como la del Cadillo y Santa María, en esta sierra se encuentran los ricos yacimientos del Mineral de Velardeña, sirve de límite al valle donde se asienta la población del mismo nombre.
En la parte noreste del municipio, y un poco más allá de la cordillera de San Lorenzo, se levanta la escarpada y agreste sierra de Guadalupe que corre y se desarrolla paralela a la sierra de Jimulco, en el municipio de Simón Bolívar y parte del Estado de Coahuila, estas dos cordilleras, la de Jimulco y Guadalupe, forman un Cañón más o menos ancho por donde corre el Río Aguanaval y el ferrocarril Central, este Cañón se le conoce como “Cañón de Jimulco”.
Al sudeste y sur del Municipio, colindando con el Municipio de Santa Clara, se levantan las rugosas sierras de Palotes (2320 m s. n. m.) La Venada y la sierra de Los Leones (2200 m s. n. m.); la sierra de Atotonilco, junto con la sierra del Temascal (2410 m s. n. m.), que termina en el cerro de Santiago (2470 m s. n. m.), sirven de eje divisorio a las aguas de los arroyos que desembocan en el Río Aguanaval, y de los que corren a desembocar al Río Nazas.
En el contorno oriental de los llanos, se levantan las Sierras del Temascal y la de Yerbaníz (2.320 m s. n. m.), que son verdaderas cadenas de reborde, pues sirven de contrafuerte a las tierras altas de los valles o llanos, y a partir de estas cordilleras, el terreno empieza a descender, hasta los cauces del Río Aguanaval y Río Nazas, formando la región semiárida del Municipio con un terreno bastante quebrado con sierrecillas y montañas áridas.
Casi todas las montañas del Municipio son de formación cretácica, donde se notan perfectamente los estratos y las capas plegadas o dislocadas por el efecto de grandes presiones y por la introducción de masas ígneas. La mayoría del suelo del municipio, principalmente en la región de los llanos, es de origen aluvial formado en el periodo cuaternario.
Las rocas calizas de estas cordilleras, están compuestas de carbonato de cal mezclado con arcillas, tienen un color azulado, gris o negruzco, con ellas se puede producir cal, que se utiliza en la construcción, en algunos lugares se puede elaborar cemento.
Algunas sierras contienen en su interior algunos metales, como la de Santa María en la región de Velardeña en donde, desde la época de La Colonia, se explotan algunos metales como el oro, la plata, plomo cobre y zinc, y que ha sido fuente de explotación y empleo en esta región.
En las sierras de Palotes y La Venada, en algún tiempo se explotaron algunos metales como el mercurio o azogue, antimonio y fluorita; en el Cerro Blanco y La Roca, ramificaciones de la sierra del Temascal, se explotó con regular abundancia el mercurio o azogue.
En algunos cerros de la región semiárida, por su formación cretácica, abundan las arcillas, donde se extrae un mineral no metálico llamado bentonita, que por su composición puede ser sódica o potásica, de uso industrial; también existen algunos yacimientos de mármol, ágate, ónix, cantera, etc. 
Las elevaciones o cerros más altos del municipio son: cerro Chichihuitillo Grande con 2.720 m s. n. m., y el cerro de Santiago con 2470 m s. n. m.

## Demografía
De acuerdo a los resultados del Censo de Población y Vivienda de 2010 realizado por el Instituto Nacional de Estadística y Geografía, la población total del municipio de Cuencamé asciende a 33 664 personas.
La densidad poblacional es de 6.28 habitantes por kilómetro cuadrado.

### Localidades
En el censo de 2020 el municipio de Cuencamé contaba con 94 localidades.
| Código INEGI      | Localidad             | Población (2020) |
| ----------------- | --------------------- | ---------------- |
| 100040001         | Cuencamé de Ceniceros | 11 585           |
| 100040074         | Velardeña             | 2 923            |
| 100040016         | Cuauhtémoc            | 2 771            |
| 100040044         | Pedriceña             | 2 117            |
| 100040022         | Emiliano Zapata       | 1 999            |
| 100040051         | Ramón Corona          | 1 686            |
| 100040042         | Pasaje                | 1 464            |
| Otras localidades | Otras localidades     | 10 410           |
| Total municipal   | Total municipal       | 34 955           |

## Política

### Representación legislativa
Para la elección de diputados locales al Congreso de Durango y de diputados federales a la Cámara de Diputados federal, el municipio de Santiago Papasquiaro se encuentra integrado en los siguientes distritos electorales:
Local:
- Distrito electoral local de 14 de Durango con cabecera en Cuencamé de Ceniceros.[6]

Federal:
- Distrito electoral federal 3 de Durango con cabecera en Guadalupe Victoria.[7]